# Baron Armstrong
Baron Armstrong, war ein erblicher britischer Adelstitel, der zweimal in der Peerage of the United Kingdom verliehen wurde.

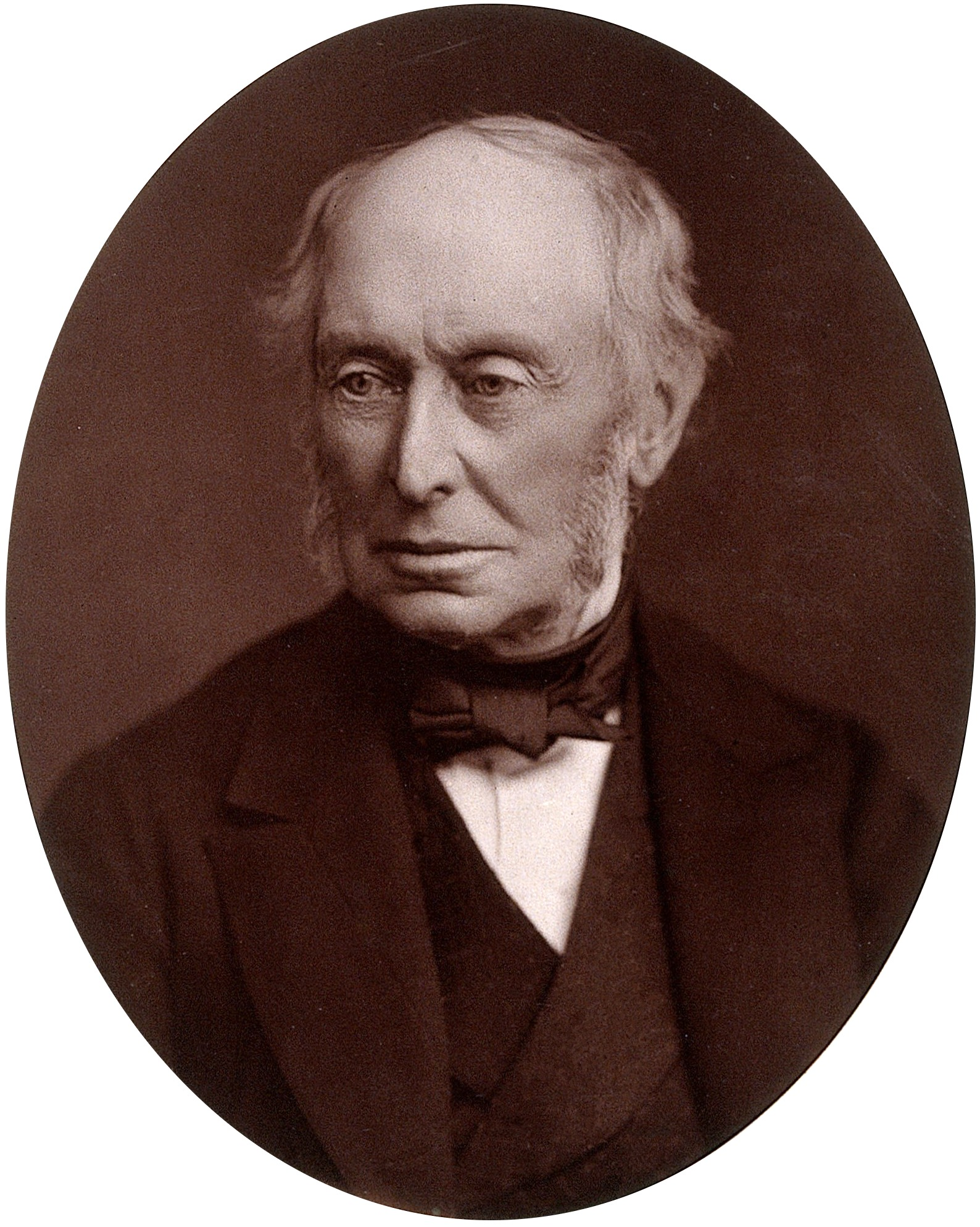
William Armstrong, 1. Baron Armstrong

## Verleihungen
Erstmals am 6. Juli 1887 der Titel Baron Armstrong, of Cragside in the County of Northumberland, für den Industriellen Sir William Armstrong geschaffen. Der Titel erlosch bei dessen kinderlosem Tod am 27. Dezember 1900.
Dessen Großneffen und Erben seines Vermögens, William Watson-Armstrong wurde am 4. August 1903 der Titel Baron Armstrong, of Bamburgh and Cragside in the County of Northumberland, neu verliehen. Der Titel erlosch beim Tod seines Enkels, des 3. Barons, der keine leiblichen Kinder hinterließ, am 1. Oktober 1987.

## Liste der Barons Armstrong

### Barons Armstrong, erste Verleihung (1887)
- William Armstrong, 1. Baron Armstrong (1810–1900)

### Barons Armstrong, zweite Verleihung (1903)
- William Watson-Armstrong, 1. Baron Armstrong (1863–1941)
- William Watson-Armstrong, 2. Baron Armstrong (1892–1972)
- William Watson-Armstrong, 3. Baron Armstrong (1919–1987)